# D3 Publisher

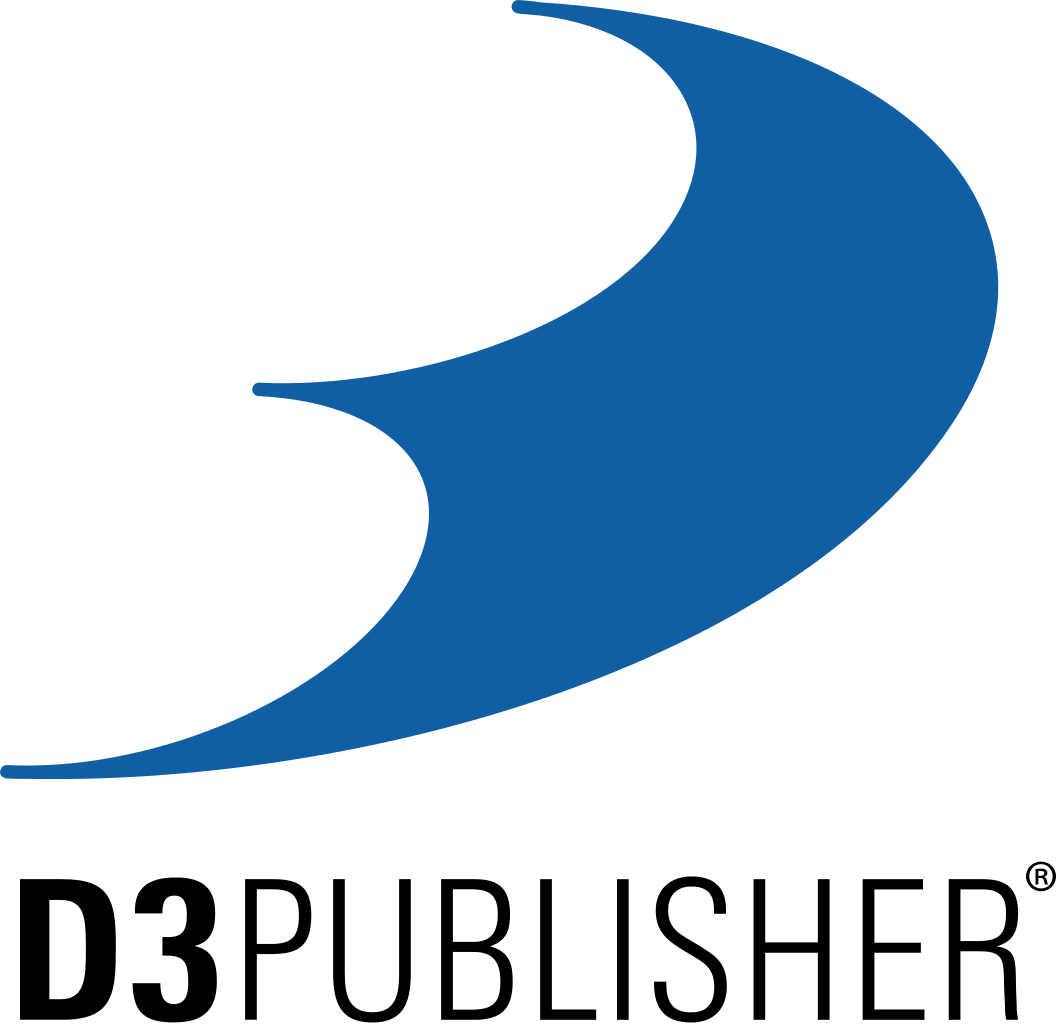
D3 Publisher

D3 Publisher es una empresa japonesa de videojuegos, establecida el 5 de febrero de 1991 por Yuji Ito, y es propiedad de Namco Bandai desde el 12 de febrero de 2009, tras la venta a esta del 70% de sus acciones.
Una de series de videojuegos más conocidas es la Simple, la que incluye juegos fáciles de entender a bajo precio. Se han lanzado juegos de esta saga en Game Boy Advance, Nintendo DS, PlayStation 2, PlayStation 3, Nintendo GameCube y Xbox 360.
El nombre D3 proviene de "Domain 3" y se refiere a las 3 negocios a los que la empresa quería entrar originalmente - videojuegos, música y libros -, aunque actualmente publica exclusivamente videojuegos.

## Subsidiarias
La empresa actualmente posee subsidiarias en Estados Unidos (D3 Publisher of America) y el Reino Unido (D3 Publisher of Europe), además de una alianza con la empresa italiana Digital Bros., D3DB Srl. Las divisiones estadounidense e inglesa publican principalmente juegos propios o licenciados de otras empresas japonesas aparte de D3, aunque Digital Bros y D3DB han lanzado varios juegos de la serie Simple bajo la etiqueta 505 GameStreet. Antes de que se estableciera una subsidiaria en Estados Unidos, los juegos de D3 eran publicados por la empresa Agetec.
A partir del año 2007, los videojuegos de D3 Publisher fueron siendo distribuidos en Europa por Virgin Play, bajo el sello Essential Games. La distribución mejoró notablemente ya que se podía encontrar los juegos de D3 en cualquier tienda prácticamente sin complicaciones, gracias a que Virgin Play ofrecía una mayor tirada al mercado por juego (a diferencia de 505 GameStreet, que distribuía muy pocas unidades).
En el año 2009, la empresa pasó a ser propiedad de Namco Bandai, que compró el 70% de sus acciones, por lo que pasaron a ser los dsitribuidores de todos sus videojuegos hasta la fecha.

## Lanzamientos
- Primavera de 2014 - The Adventures Peabody and Sherman (PlayStation 2, PlayStation 4)
- Primavera de 2009 - Eat Lead: The Return of Matt Hazard (XBox 360, PlayStation 3)
- Primavera de 2008 - Dark Sector (XBox 360, PlayStation 3).
- Verano de 2008 - Puzzle Quest: Challenge of the Warlords (Nintendo DS, PC, PSP, PlayStation 2, XBox 360, PlayStation 3)
- Verano de 2007 - Global Defence Force (PlayStation 2), Global Defence Force Tactics (PlayStation 2).
- Primavera de 2007 - Dead Head Fred (PSP)
- Octubre de 2006 - Dreamwork´s Flushed Away (GameBoy Advance, Nintendo DS, PlayStation 2 y Nintendo GameCube)
- Octubre de 2006 - Naruto: Ninja Council 2 (GameBoy Advance)
- Septiembre de 2006 - Naruto: Clash of Ninja 2 (Nintendo GameCube)
- Junio de 2006 - Hi Hi Puffy Ami Yumi: The Genie and the Amp (Nintendo DS)
- Junio de 2006 - Break Em All (Nintendo DS)
- Abril de 2006 - Cabbage Patch Kids: Patch Puppy Rescue (GameBoy Advance)
- Marzo de 2006 - Naruto: Ninja Council (GameBoy Advance)
- Enero de 2006 - PQ: Practical Intelligent Quotient (PSP)
- Noviembre de 2005 - Naruto: Clash of Ninja (Nintendo GameCube)
- Agosto de 2004 - The OneChanbara (PlayStation 2)